# إلكتروبريفريدا البوسنة والهرسك
إلكتروبريفريدا البوسنة والهرسك (اختصاراً EPBiH) هي شركة خدمات كهربائية عامة بوسنية مقرها في سراييفو،
البوسنة والهرسك.

## وصلات خارجية
- الموقع الرسمي